# Kung Fu Panda World
Kung Fu Panda World è un videogioco di tipo MMORPG tattico creato dalla DreamWorks, l'azienda  produttrice dei film d'animazione Kung Fu Panda e Kung Fu Panda 2. Il primo server è partito nel gennaio del 2010.

## Modalità di gioco
KFPW è un gioco di ruolo, il giocatore possiede il controllo del suo avatar personalizzato e tenta di renderlo sempre più potente. È possibile incontrare, durante l'avventura, moltissimi tipi di combattenti, armature ecc. Vi sono 35 livelli per arrivare a diventare il guerriero dragone. Sono disponibili tre classi diverse: scimmia, panda e tigre.